# Wiesław Małucha
Wiesław Małucha (ur. 9 kwietnia 1961) – polski kompozytor, przedsiębiorca, działacz kulturalny i społeczny. Absolwent Państwowej Szkoły Muzycznej im. Fryderyka Chopina w Nowym Sączu w klasie fortepianu oraz Wydziału Prawa Uniwersytetu Wrocławskiego. Wyróżniony tytułem prymusa Akademii Wojsk Inżynieryjnych, gdzie ukończył studia z wyróżnieniem. Od lat zaangażowany w rozwój kultury muzycznej we Wrocławiu, gdzie pełni funkcję dyrektora programowego Filharmonii Uniwersyteckiej oraz Opery Dolnośląskiej. Fundator i członek zarządu Fundacji Rozwoju Kultury we Wrocławiu, inicjator licznych projektów artystycznych i edukacyjnych. Jego kompozycje, charakteryzujące się melodyjnością i oryginalnością, wykonywane są przez uznanych artystów na scenach muzycznych w Polsce i za granicą.
Wiesław Małucha w latach 1989–1990 był dyrektorem wrocławskiego oddziału Polskiego Stowarzyszenia Jazzowego. Od 1990 roku prowadzi własną działalność gospodarczą w branży gastronomicznej i rozrywkowej.
Wiesław Małucha jest członkiem Towarzystwa Miłośników Wrocławia oraz Lions Club International.

## Życiorys

### Fundacja Rozwoju Kultury we Wrocławiu
Od 2013 r. jest fundatorem i członkiem zarządu „Fundacji Rozwoju Kultury we Wrocławiu”, która opracowała i wdraża takie projekty jak: „Muzyka Wrocławska”, „Relaksujące Podróże Melomana Odkrywcy” i „Wrocław – Stolica Muzyki”.

### Filharmonia Uniwersytecka
Jest inicjatorem i współzałożycielem powstałej w roku 2018 Filharmonii Uniwersyteckiej we Wrocławiu, w której pełni funkcję dyrektora programowego.

### Opera Dolnośląska
W roku 2024 był inicjatorem powstania Opery Dolnośląskiej, w której aktualnie pełni funkcję dyrektora i dyrektora programowego.

## Twórczość
Muzyka Wiesława Małuchy nawiązuje w pewnym stopniu do muzyki klasycznej, charakteryzuje się bogactwem oryginalnych pomysłów melodycznych oraz ciekawymi rozwiązaniami aranżacyjnymi, które w połączeniu z czystą i naturalną harmonią oraz ciepłą barwą instrumentów pozwalają odbiorcy w pełni wyciszyć się i uczestniczyć w muzycznej podróży w nieznane zakątki. Śmiało można zakwalifikować tę muzykę do leczących zarówno ciało, jak i duszę, co potwierdzają liczne opinie jej słuchaczy.
Kompozycje Wiesława Małuchy wykonywane już były we Wrocławiu m.in. w NFM, Sali Koncertowej Radia Wrocław, Sali koncertowej Akademii Muzycznej we Wrocławiu, Auli Oratorium Marianum, Kościele pw. św. Doroty, Wacława i Stanisława, Synagodze pod Białym Bocianem, Klubie Muzyki i Literatury oraz Klubie Garnizonowym. Poza Wrocławiem – w Filharmonii Dolnośląskiej, Zielonogórskiej i Kaliskiej, na Uniwersytecie w Poznaniu, w Katedrze Legnickiej, Kościele garnizonowym w Jeleniej Górze, Bazylice w Wambierzycach, Kościele w Wielkiej Lipie, a także w pałacach: Staniszów, Pakoszów, Wojanów oraz na zamku Korzkiew k. Krakowa.
Wykonawcami jego muzyki były m.in. Orkiestra Symfoniczna Filharmonii Uniwersyteckiej we Wrocławiu pod dyrekcją Viktora Kuznetsova i Marcina Grabosza, Orkiestra Symfoniczna Filharmonii Dolnośląskiej pod dyrekcją Szymona Makowskiego i Marka Wroniszewskiego, Orkiestra Dęta Wszechczasów pod dyrekcją Mariusza Dziubka, Orkiestra Kameralna Filharmoników Wrocławskich pod dyrekcją Tadeusza Zatheya, Orkiestra Kameralna i Kwintet Filharmonii Uniwersyteckiej pod dyrekcją Viktora Kuznetsova i Marcina Grabosza, Kwartet Con Vigore pod dyrekcją Tadeusza Zatheya, Polski Kwintet Fortepianowy pod dyrekcją Gracjana Szymczaka, Kwintet Muzyki Wrocławskiej pod kierownictwem Natalii Wysockiej, Alba Music Trio pod kierownictwem Anastasji Bourii oraz The Sound Quartet z Wrocławia.
Solistami wykonującymi muzykę Wiesława Małuchy byli m.in. skrzypkowie – Viktor Kuznetsov, József Lendvay, Marcin Ostrowski, Małgorzata Aberbach; wiolonczelista Tomasz Strahl; pianiści – Marcin Grabosz, Gracjan Szymczak, Przemysław Witek, Katarzyna Czekanowska, Piotr Niemiec, Anastasia Bouria; oraz śpiewacy operowi – Katarzyna Czekanowska (sopran), Natalia Akinina (mezzosopran), Olena Lapko (sopran), Valerij Zadorożny (tenor).

## Nagrody i Wyróżnienia
W roku 2022 został zwycięzcą międzynarodowego konkursu kompozytorskiego Wiedeńskiej Akademii Muzyki Klasycznej „Autumn – 2022”  w kategorii muzyki kameralnej za utwór „Streichquintett in F-Dur” 
W 2022 roku otrzymał specjalne wyróżnienie z okazji 65-lecia Towarzystwa Miłosników Wrocławia.
Za działalność kulturalną w regionie otrzymał srebrną odznakę „Zasłużony dla Dolnego Śląska” od Sejmiku Samorządu Województwa Dolnośląskiego, od którego w roku 2023 Filharmonia Uniwersytecka we Wrocławiu otrzymała nagrodę kultury „Silesia 2023”.
Jako członek Lions Club International, za działalność kulturalną i społeczną w 2019 roku został odznaczony stypendium Melvin Jones oraz w roku 2022 „Bursztynową Różą”.
W roku 2012 Wiesław Małucha, w głosowaniu radiosłuchaczy i internautów, został zwycięzcą I edycji konkursu „Kawałek Wrocławia” za piosenkę „Pokochaj Wrocław” z własną muzyką i tekstem.